# 2061: Třetí vesmírná odysea
Román 2061: Třetí vesmírná odysea (anglicky: 2061: Odyssey Three) napsal Arthur Charles Clarke . Autor rovněž napsal pokračování tohoto díla 3001: Poslední vesmírná odysea a předchozí díly: 2001: Vesmírná odysea a 2010: Druhá vesmírná odysea (dohromady tvoří sérii Vesmírná odysea).

## Hlavní postavy knihy
- Heywood Floyd
- Duch Davida Bowmana
- kapitán Smith
- Willis
- posádka lodi Galaxy

## Obsah
Doktor Floyd, účastník výpravy k Jupiteru z roku 2010, se jako 103letý vydává na výlet na Halleyovu kometu na lodi Universe. Pak ale přijde zpráva o ztroskotání Galaxy na Europě, kam je lidem striktně zapovězeno vstoupit, a Universe se vydává na záchrannou výpravu. Na lodi Galaxy je také Floydův vnuk Chris. Důvod ztroskotání kosmické lodi byl v tom, že Afrikánci, kteří po krvavé revoluci museli opustit Jižní Afriku, odhalili podstatu hory Zeus na Europě a rozhodli se ji využít k likvidaci jihoafrické ekonomiky. Loď dopadla do oceánu a Chris s dalšími se vydal na průzkum k hoře Zeus. Zjistili, že se propadá, protože je celá z diamantu. Poblíž monolitu MAT-2 najdou jakási primitivní obydlí podobná iglú, ale jsou varováni, aby se nepokoušeli Europany obtěžovat, ale okamžitě se vrátili k lodi, kde je vyzvedne Universe.